# Theia (planetă)

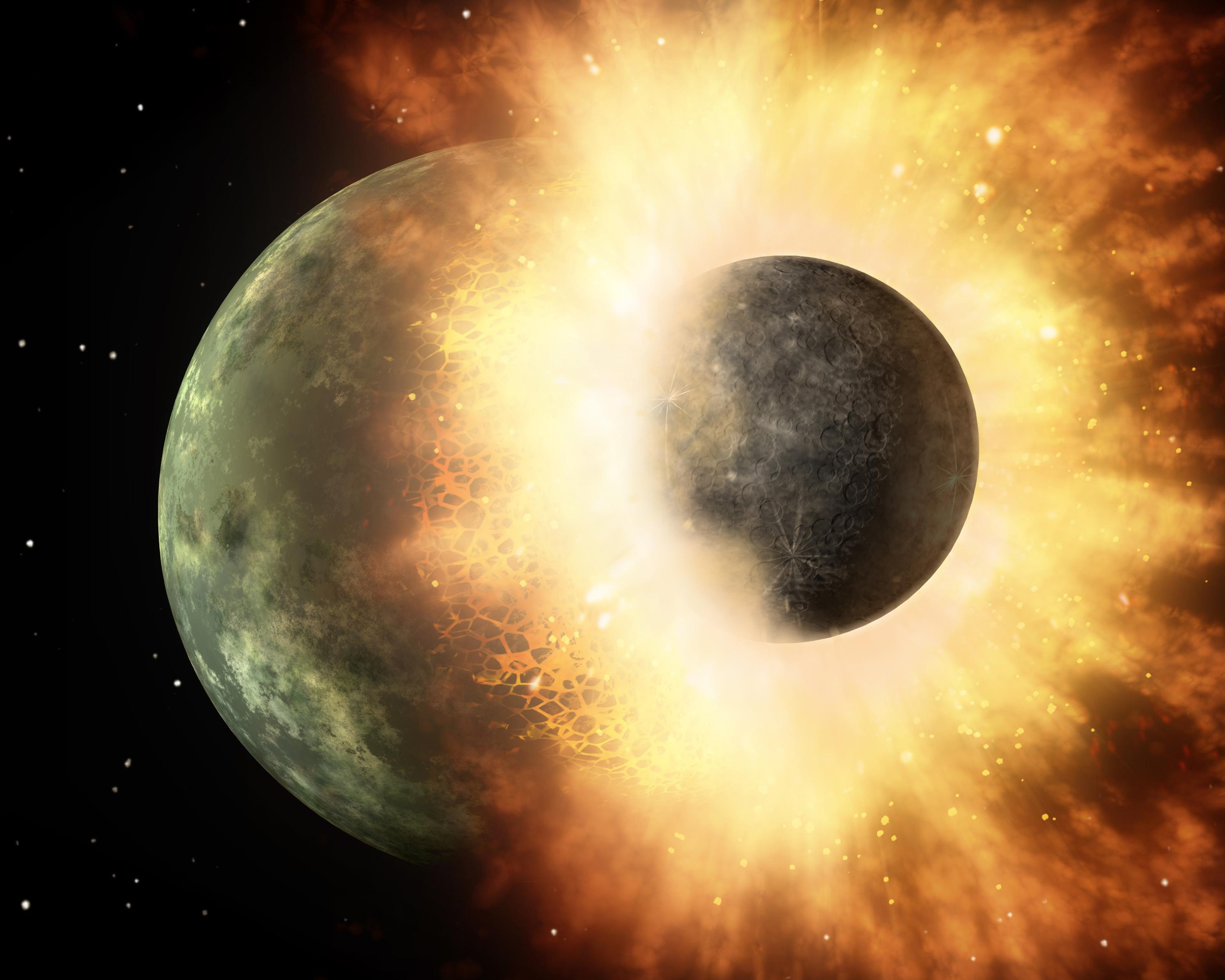
Reprezentarea schematică a coliziunii între Pământ și Theia

Ipoteza formării Lunii în urma coliziunii Pământului cu planeta Theia (animație)

Theia este un obiect ipotetic al Sistemului Solar, presupus că ar fi existat în trecut. Potrivit ipotezei impactului gigantic, formarea Lunii este datorată coliziunii Pământului (mai bine-zis proto-Pământului) cu un obiect de talia planetei Marte, Theia fiind impactorul. Impactul ar fi avut loc cu aproximativ 4,5 miliarde de ani în urmă.
Conform studiului A primordial origin for the compositional similarity between the Earth and the Moon, Theia ar fi avut o compoziție similară Pământului, fapt ce ar explica asemănările dintre Pământ și Lună. 

## Nume
Numele Theia provine din mitologia greacă: Theia era o titanidă care a dat naștere Selenei, zeița Lunii, și sora lui Helios (Soarele) și a lui Eos (Aurora). Numele Theia a fost propus în anul 2000 de cercetătorul A. N. Halliday.
Un nume alternativ, Orfeu, este de asemenea folosit.

## Ipoteze

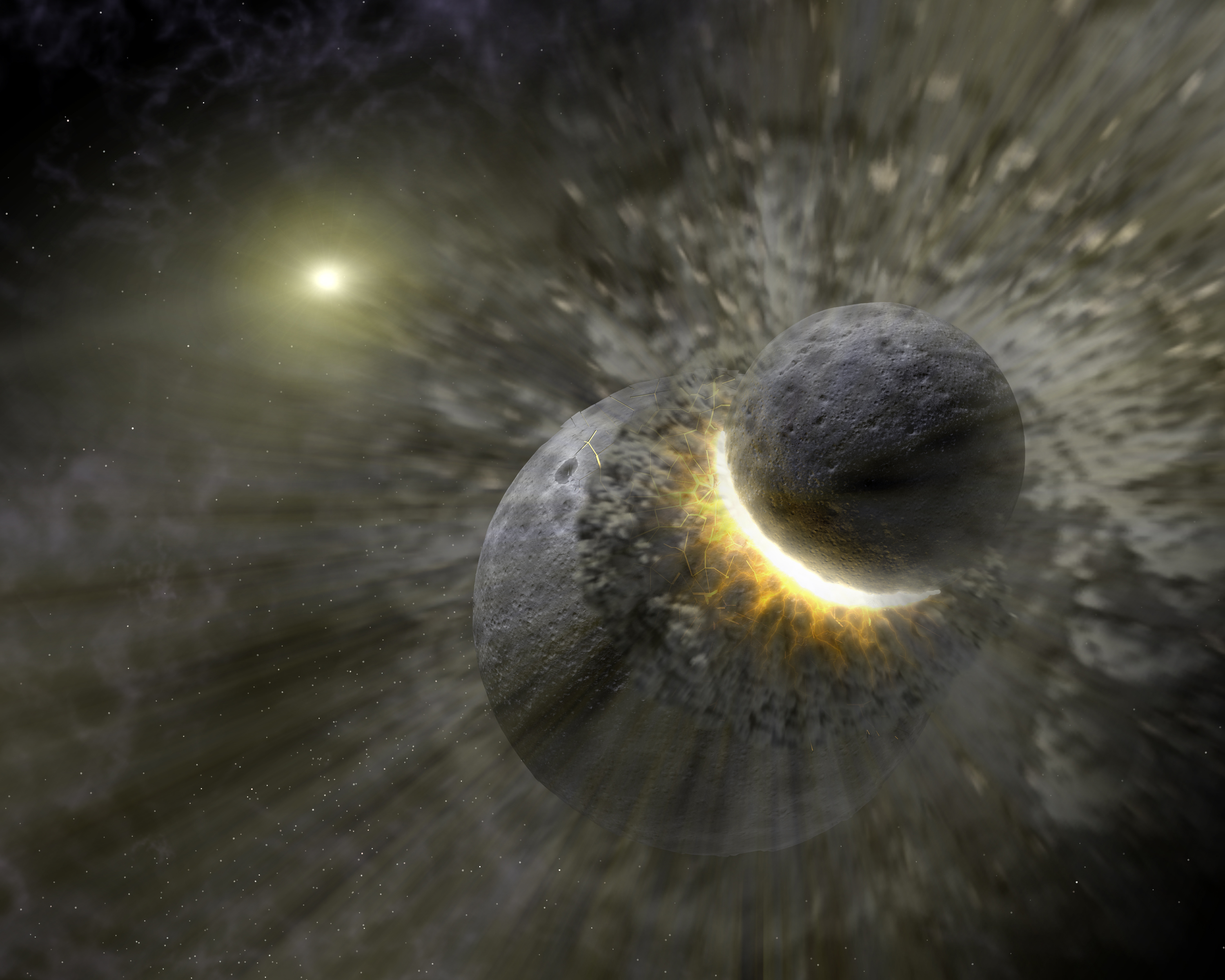
Impactul dintre două planetezimalale.

De la începutul astronomiei moderne, au existat cel puțin patru ipoteze pentru originea Lunii:
1. că un singur corp s-a împărțit în Pământ și Lună;
2. că Luna a fost capturată de gravitația Pământului (așa cum au fost capturate majoritatea sateliților mai mici ale celorlalte planete);
3. că Pământul și Luna s-au format în același timp când a apărut discul protoplanetar; și
4. scenariul Theia.

Probele de piatră lunară recuperate de astronauții Apollo s-au dovedit a fi foarte asemănătoare cu compoziția crustei Pământului, și astfel au fost probabil îndepărtate de pe Pământ într-un eveniment violent.
Principalul motiv pentru care majoritatea oamenilor de știință și a specialiștilor adoptă scenariul Theia este că, în comparație cu lunile diferitelor planete ale Sistemului Solar, cea a Terrei este mult mai mare decât media și distanța față de Pământ este mai mică decât cea dintre celelalte planete și lunile lor. Prin urmare, este puțin probabil ca acesta să fie un corp ceresc capturat ca cele mai multe dintre lunile celorlalte planete.

## Statut
În sensul strict al definiției actuale a Uniunii Astronomice Internaționale, Theia nu este o planetă: o planetă trebuie să-și fi eliminat "rivalii" de pe o orbită apropiată. Theia nu a făcut-o, deoarece proto-Pământul era pe o orbită apropiată, iar Pământul este o planetă pentru că a eliminat-o pe Theia (definiția nu permite existența mai multor planete pe aceeași orbită).